# Цистанхе
Цистанхе (лат. Cistanche) — род растений семейства Заразиховые.
Ареал рода — пустынные, полупустынные и степные районы Азии, Северной Африки, Пиренейского полуострова.

## Биологическое описание
Многолетние травянистые растения с толстым неветвистым стеблем, покрытым очерёдными чешуями. Цветки собраны в колосовидные кисти.
Растения этого рода паразитируют на корнях кустарников и полукустарников. Не вырабатывают хлорофилл; питательные вещества и воду берут из корней растения-хозяина.

## Использование
Ряд видов цистанхе применяют в традиционной китайской медицине, в народной медицине стран Средней Азии. В Казахстане налажен промышленный выпуск фиточая и лекарственных форм из цистанхе.

## Виды
По информации базы данных The Plant List, род включает 27 видов:
- Cistanche afghanica Gilli
- Cistanche ambigua (Bunge) Beck — Цистанхе сомнительная
- Cistanche calotropidis (Edgew.) Wight
- Cistanche carnosa Pax
- Cistanche christisonioides Beck
- Cistanche compacta (Viv.) Beck
- Cistanche deserticola Y.C.Ma — Цистанхе пустынное[5]
- Cistanche feddeana K.S.Hao
- Cistanche fissa (C.A.Mey.) Beck — Цистанхе рассечённая
- Cistanche flava (C.A.Mey.) Korsh. — Цистанхе жёлтая
- Cistanche × hybrida Beck
- Cistanche jodostoma Butkov & Vved.
- Cistanche lanzhouensis Z.Y.Zhang
- Cistanche laxiflora Aitch. & Hemsl.
- Cistanche mauritanica (Coss. & Durieu) Beck
- Cistanche mongolica Beck
- Cistanche ningxiaensis D.Z.Ma & J.A.Duan
- Cistanche phelypaea (L.) Cout.
- Cistanche ridgewayana Aitch. & Hemsl.
- Cistanche rosea Baker
- Cistanche salsa (C.A.Mey.) Beck — Цистанхе солончаковая
- Cistanche sinensis Beck
- Cistanche speciosa Butkov
- Cistanche stenostachya Butkov
- Cistanche trivalvis (Trautv.) Beck
- Cistanche tubulosa (Schenk) Wight
- Cistanche violacea (Desf.) Hoffmanns. & Link

На территории бывшего СССР встречается 7 видов, главным образом в Средней Азии и Закавказье. На территории Казахстана — три вида: жёлтая (на корнях джузгуна), сомнительная (на корнях саксаула) и солончаковая цистанхе (на корнях анабазисов, солянок, поташника, редко джузгуна). В Астраханской области России встречается цистанхе солончаковая.

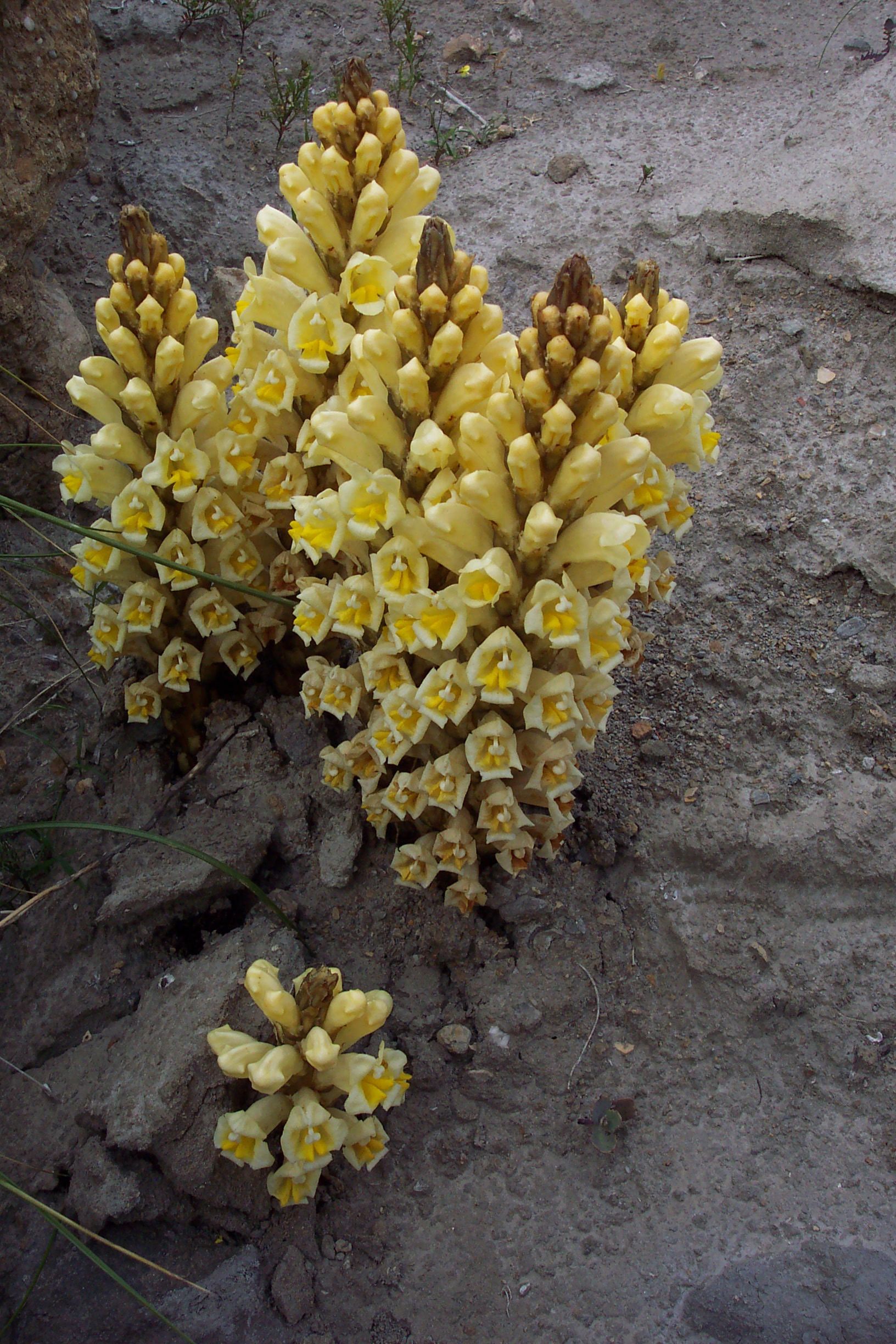
Cistanche phelypaea
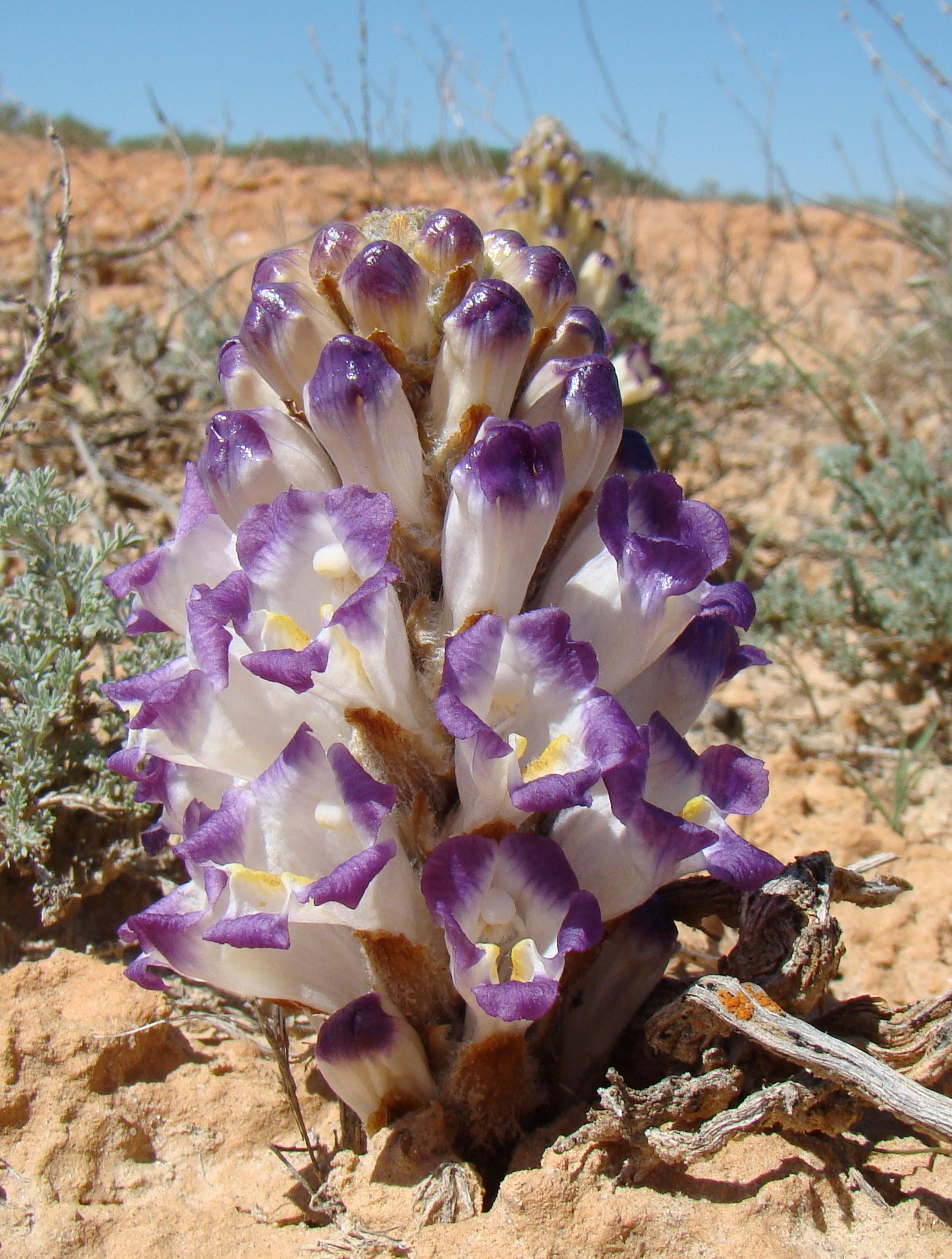
Cistanche salsa